# Rolando Rivas, taxista (filme)
Rolando Rivas, taxista é um filme de drama argentino de 1974 dirigido por Julio Saraceni e protagonizado por Claudio García Satur e Soledad Silveyra. É uma sequência da telenovela homônima e se baseia no roteiro de Alberto Migré.

## Elenco
- Claudio García Satur - Rolando Rivas
- Soledad Silveyra
- Marcelo Marcote
- Beba Bidart
- Antonio Grimau
- Pablo Codevila
- Adriana Aguirre
- Mabel Landó
- Héctor Bluchet
- Laura Bove
- Héctor Gancé
- Ana María Nemi
- Reynaldo Mompel
- Jorge Teicher